# MIM-104 Patriot
MIM-104 Patriot (angleško Phased Array Track to Intercept on Target) je protiletalski raketni sistem zemlja-zrak srednjega dosega, razvit v začetku osemdesetih let v Združenih državah Amerike. Danes je njegova vloga predvsem obramba pred balističnimi izstrelki.
Sistem je bil sprva namenjen le protiletalski obrambi, kasneje pa je bil deležen več posodobitev programske opreme in drugih komponent pod skupnim imenom Patriot Advanced Capability (PAC), ki so mu dale zmožnost ciljanja balističnih izstrelkov.
V uporabi je v ameriški vojski in v bojnih silah več zavezniških držav.